# Viviane Egli
Viviane Egli (* 6. Mai 1956 in Zollikofen) ist eine Schweizer Schriftstellerin.

## Leben
Viviane Egli wuchs in St. Gallen auf und studierte Geschichte, Kunstgeschichte und Archäologie an der Universität Zürich, wo sie über Gebärdensprache und Bedeutung mittelalterlicher Rittergrabbilder promovierte. In ihrem Brotberuf ist sie Geschäftsführerin der Agentur Primafila AG, Zürich, die vor allem Kundenmagazine produziert.

## Werke
- Gebärdensprache und Bedeutung mittelalterlicher Rittergrabbilder. Diss. phil., Zürich 1987
- Engel im falschen Zug. Roman. Orte, Zelg 1999, ISBN 3-85830-101-9.
- Finale in Wollishofen. Roman. Orte, Zelg 2002, ISBN 3-85830-117-5.
- Z’frede see. Chapf-Köbi, einer der letzten sennischen Menschen (mit Werner Bucher, Heidy Gasser und Daniele Muscionico). Orte, Zelg 2002, ISBN 3-85830-119-1.
- Wo mini Stube isch, bin ich dehaime. Über das Burgfräulein vom „Yberg“ (mit Werner Bucher, Heidy Gasser und Daniele Muscionico). Orte, Zelg 2004, ISBN 3-85830-127-2.
- Lügi & Söhne oder die zwölf Jahreszeiten. Gedichte. Orte, Zelg 2007, ISBN 978-3-85830-143-7
- Interne Kommunikation in der Praxis. Sieben Analysen – Sieben Fallbeispiele – Sieben Meinungen (hrsg. mit Andreas Jäggi). NZZ Libro, Zürich 2007, ISBN 978-3-03823-372-5.
- Damals am Zaun. Caracol Verlag, Warth 2024, ISBN 978-3-907296-29-5.